# Sardijnse schijftongkikker
De Sardijnse schijftongkikker of Tyrr(h)eense schijftongkikker (Discoglossus sardus) is een waterminnende kikker uit de familie Alytidae. De soort werd voor het eerst wetenschappelijk beschreven door Johann Jakob von Tschudi in 1837.

## Uiterlijke kenmerken
De Sardijnse schijftongkikker is grover gebouwd als de 'gewone' schijftongkikker (Discoglossus pictus) en heeft een bredere kop en een veel grovere wrattenhuid maar meestal een dunne oranje, wrattige streep achter de ogen. Op de rug zit een zeer onregelmatige vlekkentekening met meestal een bruine tot donkergrijze basiskleur en donkergroene vlekken. Opvallend is dat de meeste exemplaren een duidelijke lichte plek op de bovenzijde van de snuit hebben tussen de neuspunt en de oogleden. De maximale lengte bedraagt 8 centimeter en het is een bodembewonende soort; klimmen doet de kikker niet.

## Algemeen

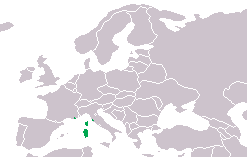
Verspreidingsgebied in het groen.

De soort heeft maar een klein verspreidingsgebied en komt alleen voor op Sardinië, Corsica en de omringende kleine eilandjes op hoogtes tot 1770 meter boven het zeeniveau. De kikker is aan water gebonden en komt voor in natte milieus zoals langzaam stromende riviertjes, rivierarmen, moerassen, grote vijvers en poelen, ook in brak of zout water. Op het menu staan kleine ongewervelden, maar ook wel visjes en de kikker komt alleen tijdens de schemering wel aan land om op vliegen en muggen te jagen.